# Giovanni di Foix-Étampes
Giovanni di Foix e Navarra o Giovanni di Narbona (Jean in francese, Juan in spagnolo e in asturiano, Chuan in aragonese, Joanes in basco, João in portoghese, Xoán in galiziano, Joan, in catalano, John in inglese, Johann in tedesco e Johan in fiammingo; dopo il 1450 – Étampes, 5 novembre 1500) principe della casa reale di Navarra, fu visconte di Narbona, dal 1468, e conte di Étampes, dal 1478 al 1500. Fu anche pretendente alla corona di Navarra dal 1483 al 1497.

## Origini familiari
Giovanni, sia secondo la Gran Enciclopèdia Catalana, che secondo Anselme de Sainte-Marie nella Histoire généalogique et chronologique de la maison royale de France, des pairs, grands officiers de la Couronne, de la Maison du Roy et des anciens barons du royaume.... Tome III / par le P. Anselme era il figlio terzogenito di Gastone IV di Foix, conte di Foix e Bigorre, visconte del Béarn, di Narbonne, Nébouzan, Villemeur e Lautrec e di Eleonora di Navarra, che, sia secondo Pierre de Guibours, detto Père Anselme de Sainte-Marie o più brevemente Père Anselme, sia secondo la Chroniques romanes des comtes de Foix, era la figlia quartogenita (terza femmina) del principe di Castiglia e León e d'Aragona, duca di Peñafiel e futuro re di Navarra, della corona d'Aragona e di Sicilia, Giovanni II e della sua prima moglie, la ex regina consorte di Sicilia e futura regina di Navarra, Bianca di Navarra, che era la figlia terzogenita del re di Navarra, conte di Évreux e duca di Nemours, Carlo III detto il Nobile (figlio maschio primogenito del re di Navarra Carlo II il Malvagio e di Giovanna di Francia, figlia del re di Francia, Giovanni II il Buono e Bona di Lussemburgo) e di Eleonora Enriquez, secondogenita del re di Castiglia e León, Enrico II di Trastamara, e di Giovanna Manuele.

Gastone IV di Foix, sia secondo Pierre de Guibours, detto Père Anselme de Sainte-Marie o più brevemente Père Anselme, sia secondo la Chroniques romanes des comtes de Foix, era il figlio primogenito del Conte di Foix, visconte di Béarn, Coprincipe di Andorra, Visconte di Castelbon e Conte di Bigorre, Giovanni I di Foix e di Giovanna d'Albret, figlia del Connestabile di Francia, Carlo I d'Albret Signore d'Albret e della moglie Maria, Signora di Sully et di Craon.

## Biografia
Nel 1468, ancora secondo la Gran Enciclopèdia Catalana, dal padre, Gastone, ricevette la viscontea di Narbona

Fin dall'inizio ebbe buoni rapporti con il re di Francia, Luigi XI, che nel 1473 gli concedette una pensione di 12,000 livres, come conferma Anselme de Sainte-Marie.
Nel 1478, dallo stesso Luigi XI ricevette in feudo la contea di Étampes. 
Nel 1479, alla morte della madre, Giovanni reclamò il trono di Navarra, ma, di fronte alle disposizioni testamentarie della madre, riconobbe come re di Navarra il nipote Francesco Febo.
Nel 1483, alla morte del nipote, il re di Navarra, Francesco Febo, senza discendenza, reclamò nuovamente il trono invocando la legge salica, pretendeva di essere, in quanto il maschio più prossimo al defunto, l'erede di Francesco Febo. Il regno, assieme alla contea di Foix, però fu ereditato dalla sorella di Francesco Febo, Caterina; ed essendo Caterina ancora minorenne la regina madre, Maddalena di Francia esercitò la reggenza. Caterina, nel 1484, sposò Giovanni d'Albret signore d'Albret e visconte di Tartas. Giovanni di Foix allora iniziò una guerra civile, che durò una decina di anni, senza però ottenere risultati tangibili. Caterina ed il marito poterono essere incoronati re di Navarra solo nel 1494, e la pace fu siglata a Tarbes il 7 settembre 1497, dove Giovanni rinunciava a qualsiasi rivendicazione sul trono di Navarra, ottenendo in cambio una pensione di 4.000 livres.
Giovanni fu al seguito del re di Francia, Carlo VIII, nella conquista del regno di Napoli e si distinse alla battaglia di Fornovo, del 6 luglio 1495.
Nel 1498, il 4 maggio, partecipò, in rappresentanza del conte di Tolosa all'incoronazione del nuovo re di Francia, suo cognato, Luigi XII.

Nel mese di luglio di quello stesso anno fu nominato governatore del Delfinato.
Giovanni morì a Étampes, nel novembre del 1500, dopo che nell'ottobre di quello stesso anno, a Orleans, aveva redatto il suo testamento, in cui si qualificava come Giovanni re di Navarra, conte di Foix ed Étampes, visconte e signore di Narbona e dichiarava suo erede il figlio Gastone, che gli succedette.
Durante la guerra civile di Navarra, Giovanni aveva avuto il supporto del re della Corona d'Aragona, Ferdinando II con cui si era alleato. Frutto di questa alleanza fu, in seguito, il matrimonio, nel 1505, di sua figlia, Germana de Foix con Ferdinando II (che, nel 1504, era rimasto vedovo di Isabella I di Castiglia).

## Matrimonio e discendenza
Nel 1476, Giovanni aveva sposato Maria d'Orléans, figlia del duca d'Orléans, Carlo e della sua terza moglie, Maria di Clèves. Maria d'Orléans era la sorella di Luigi II d'Orléans (1462-1515), che, nel 1498, divenne il re di Francia Luigi XII, con il quale Giovanni ebbe un buon rapporto.

Da Giovanni e Maria nacquero due figli:
- Gastone (1489-1512), duca di Nemours, conte di Étampes e visconte di Narbona, condusse le operazioni militari in Italia per conto dello zio, Luigi XII di Francia[8];
- Germana (dopo il 1490 - 1538), nel 1505 sposò il re della Corona d'Aragona, Ferdinando II, dandogli adito a rivendicare il regno di Navarra[8].

## Ascendenza
|                          |                         |                         | Genitori                         |  |  | Nonni |  |  | Bisnonni              |  |  | Trisnonni            |  |
|                          |                         |                         |                                  |  |  |       |  |  | Arcimbaldo di Grailly |  |  | Pierre II de Grailly |  |
|                          |                         |                         |                                  |  |  |       |  |  | Arcimbaldo di Grailly |  |  | Pierre II de Grailly |  |
|                          |                         | Aramburge de Périgord   |                                  |  |  |       |  |  | Arcimbaldo di Grailly |  |  |                      |  |
| Giovanni I di Foix       |                         |                         |                                  |  |  |       |  |  | Arcimbaldo di Grailly |  |  |                      |  |
|                          |                         | Isabella di Foix        | Ruggero Bernardo II di Castelbon |  |  |       |  |  |                       |  |  |                      |  |
|                          |                         | Isabella di Foix        | Ruggero Bernardo II di Castelbon |  |  |       |  |  |                       |  |  |                      |  |
|                          |                         | Isabella di Foix        | Géraude de Navailles             |  |  |       |  |  |                       |  |  |                      |  |
| Gastone IV di Foix       |                         | Isabella di Foix        |                                  |  |  |       |  |  |                       |  |  |                      |  |
|                          |                         | Carlo I d'Albret        | Arnaud Amanieu VIII d'Albret     |  |  |       |  |  |                       |  |  |                      |  |
|                          |                         | Carlo I d'Albret        | Arnaud Amanieu VIII d'Albret     |  |  |       |  |  |                       |  |  |                      |  |
|                          |                         | Carlo I d'Albret        | Margherita di Borbone            |  |  |       |  |  |                       |  |  |                      |  |
| Giovanna d'Albret        |                         | Carlo I d'Albret        |                                  |  |  |       |  |  |                       |  |  |                      |  |
|                          |                         | Marie de Sully          | Louis I de Sully                 |  |  |       |  |  |                       |  |  |                      |  |
|                          |                         | Marie de Sully          | Louis I de Sully                 |  |  |       |  |  |                       |  |  |                      |  |
|                          |                         | Marie de Sully          | Isabelle de Craon                |  |  |       |  |  |                       |  |  |                      |  |
| Giovanni di Foix-Étampes |                         | Marie de Sully          |                                  |  |  |       |  |  |                       |  |  |                      |  |
|                          | Ferdinando I di Aragona | Giovanni I di Castiglia |                                  |  |  |       |  |  |                       |  |  |                      |  |
|                          | Ferdinando I di Aragona | Giovanni I di Castiglia |                                  |  |  |       |  |  |                       |  |  |                      |  |
|                          | Ferdinando I di Aragona | Eleonora d'Aragona      |                                  |  |  |       |  |  |                       |  |  |                      |  |
| Giovanni II d'Aragona    | Ferdinando I di Aragona |                         |                                  |  |  |       |  |  |                       |  |  |                      |  |
|                          |                         | Eleonora d'Alburquerque | Sancho d'Alburquerque            |  |  |       |  |  |                       |  |  |                      |  |
|                          |                         | Eleonora d'Alburquerque | Sancho d'Alburquerque            |  |  |       |  |  |                       |  |  |                      |  |
|                          |                         | Eleonora d'Alburquerque | Beatrice del Portogallo          |  |  |       |  |  |                       |  |  |                      |  |
| Eleonora di Navarra      |                         | Eleonora d'Alburquerque |                                  |  |  |       |  |  |                       |  |  |                      |  |
|                          |                         | Carlo III di Navarra    | Carlo II di Navarra              |  |  |       |  |  |                       |  |  |                      |  |
|                          |                         | Carlo III di Navarra    | Carlo II di Navarra              |  |  |       |  |  |                       |  |  |                      |  |
|                          |                         | Carlo III di Navarra    | Giovanna di Valois               |  |  |       |  |  |                       |  |  |                      |  |
| Bianca I di Navarra      |                         | Carlo III di Navarra    |                                  |  |  |       |  |  |                       |  |  |                      |  |
|                          |                         | Eleonora di Trastámara  | Enrico II di Castiglia           |  |  |       |  |  |                       |  |  |                      |  |
|                          |                         | Eleonora di Trastámara  | Enrico II di Castiglia           |  |  |       |  |  |                       |  |  |                      |  |
|                          |                         | Eleonora di Trastámara  | Giovanna Manuel de Peñafiel      |  |  |       |  |  |                       |  |  |                      |  |
|                          |                         | Eleonora di Trastámara  |                                  |  |  |       |  |  |                       |  |  |                      |  |

### Fonti primarie
- (FR)  Histoire généalogique et chronologique de la maison royale de France, tomus III.
- (FR)  Histoire généalogique et chronologique de la maison royale de France, tome 7.
- (OC, FR)  Chroniques romanes des comtes de Foix.

### Letteratura storiografica
- Rafael Altamira, Spagna, 1412-1516, in Cambridge University Press - Storia del mondo medievale, vol. VII, pp. 546–575, Garzanti, 1999
- Joseph Calmette, Il regno di Carlo VIII e la fine della guerra dei cent'anni in Francia, in Cambridge University Press - Storia del mondo medievale, vol. VII, 1999, pp. 611–656
- Charles Petit-Dutaillis, Francia: Luigi XI, in Cambridge University Press - Storia del mondo medievale, vol. VII, 1999, pp. 657–695